# Xã Humboldt, Quận Coles, Illinois
Xã Humboldt (tiếng Anh: Humboldt Township) là một xã thuộc quận Coles, tiểu bang Illinois, Hoa Kỳ. Năm 2010, dân số của xã này là 1.341 người.